# Plan Danmark
Plan Danmark fusionerede 1. juli 2018 med BØRNEfonden og blev til PlanBørnefonden. PlanBørnefonden er den danske afdeling af Plan International, der arbejder med støtte til børn i ulandene. Organisationen blev grundlagt i 1937 og er en af verdens største udviklingsorganisationer baseret på fadderskaber. Plan har over 1,2 million tilknyttede Planfaddere, fordelt i 21 donorlande, som støtter 1,4 millioner fadderbørn i 52 udviklingslande i Afrika, Asien og Latinamerika.  Plan arbejder i mere end 86.500 lokalsamfund og når hvert år ud til mere end 81,5 millioner børn.

## Fokusområde
Plans arbejde er centreret om at forbedre børns levevilkår og rettigheder i verdens fattigste lande. Organisationen arbejder langsigtet for at gøre udviklingslande uafhængige af ulandsstøtte gennem udvikling af fadderbørns lokalsamfund. Baggrunden for organisationens arbejde er FN's Børnekonvention. For at kunne skræddersy udviklingsbistand til de enkelte lokalsamfund arbejder Plan altid sammen med de lokale myndigheder og græsrodsbevægelser (Community Based organisations) i programlandene. Af Plans 8.000 medarbejdere er 90 procent lokalt ansatte.
Plan er en privat og ikke-religiøs organisation. Arbejdet finansieres hovedsageligt af bidrag fra PlanFaddere. Omkring 20 procent af organisationens indtægter stammer fra det offentlige, virksomheder eller fonde. Plan Danmark er medlem af brancheforeningen ISOBRO, og regnskabsrutiner og etiske retningslinjer følger ISOBROs anbefalinger. Deloitte udfører organisationens revision både internationalt og i Danmark, og stram finansiel kontrol i Plan sikrer den mest hensigtsmæssige anvendelse af PlanFaddernes bidrag.

## Målsætninger
Plans arbejde med børn fokuserer på otte kerneområder: 
- En god og sund start på livet
- Øget adgang til rent drikkevand og bedre sanitære forhold
- Tilstrækkelig levestandard
- Kvalitetsuddannelse
- Beskyttelse mod alle former for vold og misbrug
- Seksuel og reproduktiv sundhed samt frihed
- Deltagelse som samfundsborgere
- Beskyttelse og assistance i nødhjælpssituationer

Afhængigt af de enkelte lokalområder udmøntes målsætningerne i for eksempel konstruktion af skoler og efteruddannelse af lærere, oplysningskampagner om børns rettigheder og muligheder for at bidrage til samfundsudviklingen og støtte til medicin og vaccinationer.

## Fadderskaber
Plan anser fadderskaber som en personlig måde at bidrage positivt til samfundsudviklingen i fattige lande. Hvert fadderbarn har kun en PlanFadder. I modsætning til mange andre fadder-organisationer, går et fadderbidrag hos Plan til udvikling af hele fadderbarnets lokalsamfund og ikke kun det enkelte barn. Organisationen mener, at alle børn har lige rettigheder, og børns udvikling afhænger i stor grad af deres omgivelser. Ved at arbejde med hele lokalsamfundet kan man skabe rammerne for et liv med tryghed og sund udvikling for det enkelte barn. 

## Børnebeskyttelse
Plan er en international børnecentreret udviklingsorganisation engageret i børns trivsel. Organisationen støtter Konventionen om Børns Rettigheder og accepterer ikke børnemisbrug. Plan har en stram politik om børnebeskyttelse, som alle Plan-ansatte, partnere og frivillige skal overholde.  

## Medlemskaber og akkrediteringer
Plan Danmark er medlem af:
ISOBRO, Rådet for Internationalt Udviklingssamarbejde, Børne- og Ungdomsnetværket, NGO Forum, DanWatch, Projektrådgivningen, Kønsnet, ConCord Danmark, Dansk Forum for Mikrofinans, MENA og Uddannelsesnetværket. 

Plan International’s medlemskaber og akkrediteringer:
- Rådgivende status hos UNICEF og UNESCO, President Executive Committee, NGO Group CRC (Plan Sweden)

- Partnere/netværk: Child Rights Information Network, Global Call to Action Against Poverty, Global Movement for Children, Global Campaign for Education, Keeping Children Safe, NetHope

- Tilslutning til standarder: International NGO Commitment to Accountability, International Committee on Fundraising Organisations, Sphere Project, People in Aid, International Council of Voluntary Agencies